# Cornélio Procópio
Cornélio Procópio è un comune del Brasile nello Stato del Paraná, parte della mesoregione del Norte Pioneiro Paranaense e della microregione di Cornélio Procópio.
La città è anche sede dell'omonima diocesi.

## Storia
Fu battezzata in omaggio al colonnello Cornelio Procopio de Araujo Carvalho, importante figura dell'Impero durante la fine del secolo XIX. Il colonnello fu patrono della stazione ferroviaria del KM 125, importante località di tutta l'espansione economica della regione.
Il comune di Cornelio Procopio fu creato dal Decreto nº 6212 del 18 di Gennaio del 1938 essendo impiantata nel 15 di Febbraio. Cornelio Procopio da semplice villaggio diventa dunque la sede del municipio e sede della comarca, tutto lo stesso giorno.

## Cattedrale Cristo Re

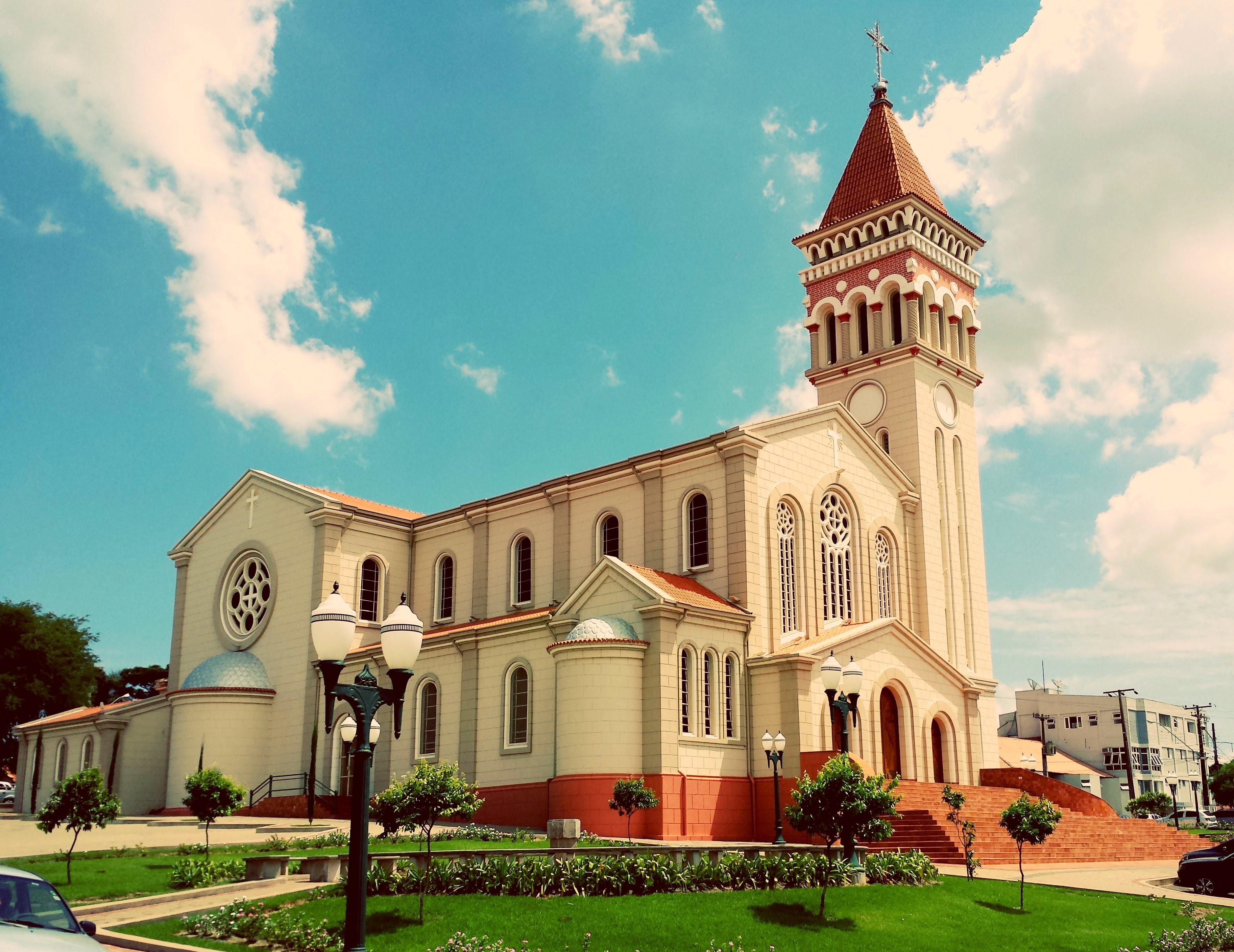
Cattedrale Cristo Re

Con l'architettura stile romanico, ebbe la sua prima messa realizzata nel giorno 13 di Giugno del 1948.
Nella navata principale si trova l’immagine di “Cristo Re”, scolpita in legno policromo con dettagli dorati. Le scene della Via Crucis sono raffigurate in dipinti realizzati con mosaici bizantini. Un carillon di campane in bronzo del XIX secolo annuncia le celebrazioni religiose e nelle due navate laterali si trovano scene dell'Ascensione di Cristo, realizzate anch'esse in mosaico.

## Università
Il comune di Cornelio Procopio ospita sia campus di università pubbliche che private:
Statale

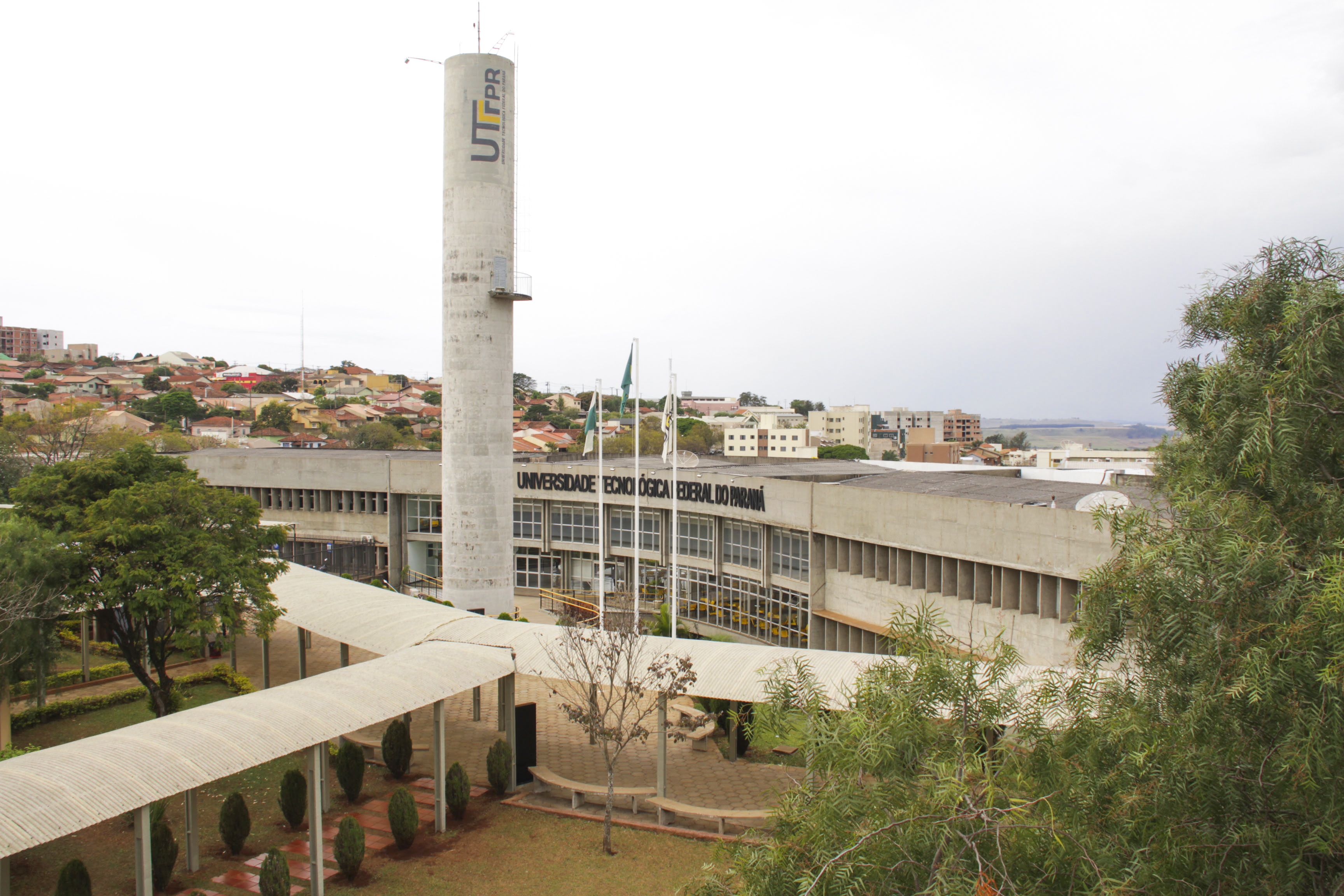
Campus dell'Università UTFPR di Cornélio Procopio.

- Universidade Estadual do Norte do Paraná
- Universidade Tecnológica Federal do Paraná

Private
- Faculdade Cristo Rei - FACCREI
- Faculdade Dom Bosco
- Universidade Norte do Paraná - UNOPAR
- Centro Universitário de Maringá - UNICESUMAR

## Ospedali
- Santa Casa de Misericórdia de Cornélio Procópio
- Casa de Saúde Dr. João Lima
- Hospital Unimed

## Sport
Nel comune di Cornelio Procopio sono attive tre squadre di calcio locali:
- Comercial;
- Esporte Clube 9 de Julho;
- PSTC (dal 2014)